# براندان آي. كورنر
براندان آي. كورنر (بالإنجليزية: Brendan Ian Koerner)‏ هو صحفي أمريكي، ولد في 21 سبتمبر 1974 في لوس أنجلوس في الولايات المتحدة.

## وصلات خارجية
- براندان آي. كورنر على موقع ميوزك برينز (الإنجليزية)